# Frieden von Zanjón
Als Frieden von Zanjón (spanisch Paz de Zanjón) oder Vertrag von Zanjón (Pacto de Zanjón) wird das Dokument bezeichnet, mit dem 1878 das Ende des ersten kubanischen Unabhängigkeitskrieges gegen die spanische Kolonialmacht (Zehnjähriger Krieg) besiegelt wurde. Die Übereinkunft garantierte aber noch nicht die Unabhängigkeit Kubas, weshalb es 1879 zum Guerra Chiquita und 1895 zum (Dritten) Kubanischen Unabhängigkeitskrieg kam.

## Zustandekommen
Es gab verschiedene Gründe für die Kapitulation. Die erwähnenswertesten waren der ausgeprägte Regionalismus innerhalb der Befreiungsarmee, die geringe Unterstützung durch die Emigranten und die ständigen Streitereien zwischen dem Repräsentantenhaus, der Armee und zwischen den verantwortlichen Militärs selbst.
Am 19. Oktober 1877 geriet Tomás Estrada Palma, Präsident der Republik in Waffen, in Gefangenschaft. Gemäß bestehender Vereinbarungen wurde dieser Platz durch Francisco Javier de Céspedes besetzt, der wiederum durch den General Vicente García ersetzt wurde. In diesem Kontext handelten die Befehlshaber der Provinz Camagüey mit dem spanischen General Arsenio Martínez-Campos einen Waffenstillstand aus, damit sie sich reorganisieren und den Krieg fortsetzen konnten. Jedoch gab es schon innerhalb des Repräsentantenhauses starke Vorbehalte und einige hatten auch den Glauben an einen Sieg verloren. Sie wirkten auf die Aufhebung des Spotorno-Dekrets hin, welches jegliche Geschäfte mit dem Feind verbietet. Am 21. Dezember wurde der Waffenstillstand schließlich in einer Versammlung mit spanischen Befehlshabern bewilligt.
Nach diesen Verhandlungen übernahm am 15. Januar 1878 Vincente García González das Amt des Präsidenten der Republik in Waffen. Er ging nach Camagüey und hatte am 7. Februar ein geheimes Treffen mit dem General Arsenio Martínez-Campos, wobei sie vereinbarten, eine Konsultationsversammlung für das kubanische Volk einzuberufen, um zu entscheiden, ob dieses einen Frieden ohne Unabhängigkeit akzeptieren würde. Die Mehrheit der Kämpfer entschieden, desillusioniert, die Feindseligkeiten zu beenden. Die Kammer der Repräsentanten löste sich selbst auf, damit sie nicht gegen die Verfassung von Guáimaro verstößt, welche der Regierung verbietet, Abkommen zu vereinbaren, die nicht das Ziel der Unabhängigkeit im Auge haben.
Dessen ungeachtet erzielte Generalmajor Antonio Maceo fortgesetzt wichtige Erfolge. Als er von der Abmachung Kenntnis erhielt, bestand er auf einem Treffen mit Martínez-Campos, welches am 15. März 1878 stattfand. In diesem Treffen, welches in die Geschichte als Protest von Baraguá einging, teilte Antonio Maceo dem spanischen General seine Ablehnung des Vertrages von Zajón und die Wiederaufnahme des Krieges am 23. März mit. Von Gegnern des Friedens von Zanjón wurde Manuel de Jesús Calvar als Präsident der Republik in Waffen ausgerufen. Nach der endgültigen Niederlage der kubanischen Aufständischen am 28. Mai 1978 ging Manuel de Jesús Calvar nach Jamaika und dann nach Costa Rica ins Exil.

## Inhalt
Am 10. Februar 1878 erlangte das Dokument Gültigkeit, nachdem die anti-spanischen Kämpfer (los mambises) die folgenden Bedingungen akzeptierten:
- Bedingungslose Kapitulation der kubanischen Streitkräfte gegenüber der spanischen Armee
- Auflösung und Demobilisierung der Unabhängigkeitstruppen
- Anerkennung der spanischen Regierung als höchste Autorität in Kuba
- Gründung politischer Parteien, die nicht gegen die spanische Macht angehen
- Freiheit ausschließlich für jene Sklaven, welche in den anti-spanischen Truppen mitwirkten
- Presse- und Versammlungsfreiheit, solange diese nicht für Attacken gegen Spanien benutzt würden